# Hayley Erin
Hayley Erin (* 13. července 1994, Los Angeles) je americká herečka. Proslavila se rolí Abby Newman v seriálu Mladí a neklidní. Od roku 2015 hraje roli Kiki Jerome v seriálu General Hospital.

## Kariéra
První role přišla v roce 2004, kdy si zahrála hostující roli v jednom z dílů seriálu Malcolm v nesnázích. Objevila se také v osmi skečích seriálu stanice FOX MADtv. Další hostující role si zahrála v seriálech Dva a půl chlapa, Taková moderní rodinka, Austin a Ally nebo Námořní vyšetřovací služba.
V prosinci roku 2008 převzala roli Abby Newmanové v seriálu Mladí a neklidní po herečce Darcy Rose Byrnes. V březnu roku 2010 po Hayley roli převzala herečka Marcy Rylan.
V lednu roku 2015 byla obsazena do role Kiki Jerome v seriálu General Hospital. V seriálu nahradila herečku Kristen Alderson. V roce 2018 bylo oznámeno, že si zahraje jednu z hlavních rolí v seriálu stanice Freeform Prolhané krásky: Perfekcionistky.

## Filmografie
| Rok        | Název                                   | Role                                | Poznámky                        |
| ---------- | --------------------------------------- | ----------------------------------- | ------------------------------- |
| 2003–2005  | MADtv                                   | Dakota Fanning / Jamie / Nora / Amy | 8 dílů                          |
| 2004       | Malcolm v nesnázích                     | skautka                             | díl: Lois' Sister               |
| 2004       | Policejní okrsek                        | Maggie Lustig                       | díl: Family Values              |
| 2006       | Emily's Reasons Why Not                 | mladá Emily                         | 3 díly                          |
| 2006       | Dva z Queensu                           | Charlotte                           | díl: Mama Cast                  |
| 2007       | Velká láska                             | Jennifer                            | díl: Jsem, jaká jsem            |
| 2008–2010  | Mladí a neklidní                        | Abby Newman                         | vedlejší role, 67 dílů          |
| 2008       | Dva a půl chlapa                        | Milly                               | díl: Jak je to s přesčasem      |
| 2009       | Velká láska                             | Jennifer                            | díl: Svátost                    |
| 2009       | Taková moderní rodinka                  | Brenda Feldman                      | díl: Pilot                      |
| 2010       | Telepathetic                            | Beth                                | TV film                         |
| 2010       | True Jacksonová                         | Sienna                              | díl: True Magic                 |
| 2011       | Neuvěřitelné příběhy Bucketa a Skinnera | Wendy                               | díl: Epic Wingman               |
| 2012       | Farma Rak                               | Duncan                              | díl: ContestANTs                |
| 2012       | Slunečno, místy vraždy                  | Katie Payne                         | díl: Endless Summer             |
| 2012–2013  | Melissa a Joey                          | Noelle                              | 4 díly                          |
| 2014       | Austin a Ally                           | Piper                               | 3 díly                          |
| 2014       | The Rebels                              | Heather Massella                    | neprodaný televizní pilotní díl |
| 2015–dosud | General Hospital                        | Kiki Jerome                         | hlavní role                     |
| 2016       | Námořní vyšetřovací služba              | Kasey Powers                        | díl: Love Boat                  |
| 2019       | Prolhané krásky: Perfekcionistky        |                                     | hlavní role                     |